# Großsteingrab Garlipp

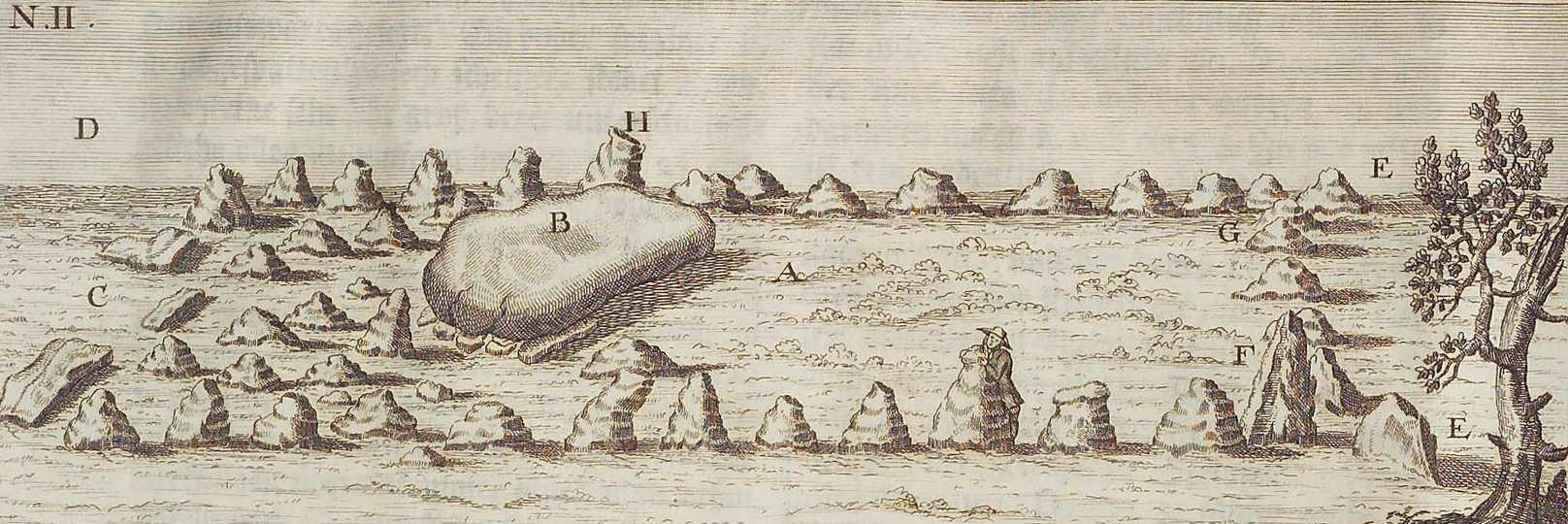
Das Großsteingrab Garlipp. Abbildung aus: Historische Beschreibung der Chur und Mark Brandenburg (1751)

Das Großsteingrab Garlipp war eine megalithische Grabanlage der jungsteinzeitlichen Tiefstichkeramikkultur bei Garlipp, einem Ortsteil von Bismark (Altmark) im Landkreis Stendal, Sachsen-Anhalt. Das Grab wurde im 18. oder 19. Jahrhundert zerstört.

## Lage
Das Grab befand sich zwischen Garlipp und Beesewege, unweit eines heute ebenfalls zerstörten Großsteingrabs bei Beesewege.

## Forschungsgeschichte
Erstmals dokumentiert wurde die Anlage von Johann Christoph Bekmann in seiner 1751 erschienenen Historie der Chur und Mark Brandenburg. Johann Friedrich Danneil erwähnte es bei seiner ersten systematischen Aufnahme der altmärkischen Großsteingräber in den 1830er und 1840er Jahren nicht. Vermutlich war es in der Zwischenzeit bereits vollständig abgetragen worden. Auch Eduard Krause und Otto Schoetensack konnten bei einer erneuten Aufnahme in den 1890er Jahren keine Überreste mehr feststellen.

## Beschreibung
Nach Bekmanns Beschreibung war das Grab nord-südlich orientiert und besaß eine Umfassung aus 34 Steinen von enormer Größe. Die südliche Schmalseite wies bereits Lücken auf und einige Steine lagen offenbar verschleppt außerhalb des Hünenbetts. An den Ecken der Nordseite waren zwei besonders große Wächtersteine etwas herausgesetzt. Der nordöstliche lief nach oben spitz zu. Die Steine der nördlichen Schmalseite waren sehr breit.
Die Grabkammer lag in der südlichen Hälfte des Betts. Sie besaß nach Bekmann zwölf Wandsteine von mittlerer Größe. Hinzu kam ein Deckstein mit einer Länge von 2,8 m, einer Breite von 2,2 m und einer Dicke von 0,8 m. Seine Oberseite soll flach gewesen sein, was wohl darauf hindeutet, dass er von seiner ursprünglichen Position herabgestürzt war und sich dabei um 180 ° gedreht hatte.